# Régime nivo-pluvial
Ne doit pas être confondu avec Régime pluvio-nival.
Le régime nivo-pluvial est un régime hydrologique mixte partageant des traits du régime nival et du régime pluvial. Il se caractérise par deux pics de débit bien marqués :
- le plus prononcé au printemps, lié à la fonte des neiges ;
- le second en automne, lié aux précipitations[1].

Quand la tendance pluviale est dominante, on parle de régime pluvio-nival.

## Exemple
L'Issole est une rivière française qui coule dans le département des Alpes-de-Haute-Provence, en région Provence-Alpes-Côte d'Azur. C'est un affluent du Verdon en rive droite, donc un sous-affluent du Rhône par le Verdon puis par la Durance avec un régime nivo-pluvial.